# 인동면
인동면은 인동동, 진미동, 양포동 3개행정동과, 지산동 (구미시) 극 일부 지역 (양호동의 낙동강 서편)에 있던 면이다.